# Index Islamicus
Der Index Islamicus ist die internationale Fachbibliographie zur Islamwissenschaft in europäischen Sprachen. Der Index ist als bibliographische Datenbank über das Uni-Netz für angemeldete Besucher zugänglich.
Abgedeckt werden alle Bereiche der islamischen Kultur und Gesellschaft, vorwiegend in Afrika und Asien, aber auch weltweit. Einen Schwerpunkt bilden die Fachgebiete Geschichte, Politik, Rechtswissenschaft und Wirtschaft. Mehr als 3.000 Zeitschriften werden für diese Datenbank ausgewertet, zusammen mit Tagungsberichten, Monografien, Werke von Autorengruppen und Buchrezensionen. Zeitschriften und Bücher werden im Index auf Artikel- und Kapitelebene erfasst.

## Quelle
- Index Islamicus, Universität Heidelberg
- Universitätsbibliothek Mainz, Datenbanken